# Rząd Đura Macuta
Rząd Đura Macuta – rząd Republiki Serbii urzędujący od 16 kwietnia 2025. Zastąpił gabinet Miloša Vučevicia.
Poprzedni rząd powstał kilka miesięcy po wyborach parlamentarnych z grudnia 2023. W wyniku głosowania kolejny raz największą reprezentację w Zgromadzeniu Narodowym uzyskała wówczas koalicja skupiona wokół Serbskiej Partii Postępowej (SNS), stanowiącej główne zaplecze polityczne prezydenta Aleksandara Vučicia. 1 listopada 2024 doszło do zawalenia się dachu stacji kolejowej w Nowym Sadzie, której remont rozpoczęto, gdy Miloš Vučević był burmistrzem. W wyniku katastrofy zginęło kilkanaście osób. Wydarzenie zapoczątkowało długotrwałe protesty antyrządowe. 28 stycznia 2025 premier ogłosił złożenie dymisji ze stanowiska.
Na początku kwietnia prezydent na nowego premiera wyznaczył profesora i endokrynologa Đura Macuta. Na członków rządu wskazano przedstawicieli SNS, osoby bezpartyjne, członków Socjalistycznej Partii Serbii (SPS), a także polityków sojuszników postępowców (PUPS, SNP i SDPS). Stanowiska ministerialne powierzono też reprezentantom ugrupowania Boszniaków (SPP) oraz nacjonalistycznej formacji Zavetnici.
16 kwietnia 2025 parlament udzielił nowemu gabinetowi wotum zaufania. Spośród 199 obecnych posłów 153 opowiedziało się za nowym rządem, a 46 było przeciw. Premier i ministrowie zostali zaprzysiężeni tego samego dnia.

## Skład rządu
- premier: Đuro Macut[7]
- pierwszy wicepremier, minister finansów: Siniša Mali (SNS)
- wicepremier, minister spraw wewnętrznych: Ivica Dačić (SPS)
- wicepremier, minister gospodarki: Adrijana Mesarović (SNS)
- minister rolnictwa, leśnictwa i gospodarki wodnej: Dragan Glamočić
- minister ochrony środowiska: Sara Pavkov (SNS)
- minister transportu, budownictwa i infrastruktury: Aleksandra Sofronijević
- minister górnictwa i energii: Dubravka Đedović
- minister handlu wewnętrznego i zagranicznego: Jagoda Lazarević
- minister sprawiedliwości: Nenad Vujić
- minister administracji publicznej i lokalnej: Snežana Paunović (SPS)
- minister praw człowieka, mniejszości i dialogu społecznego: Demo Beriša
- minister obrony: Bratislav Gašić (SNS)
- minister spraw zagranicznych: Marko Đurić (SNS)
- minister integracji europejskiej: Nemanja Starović (SNS)
- minister edukacji: Dejan Vuk Stanković
- minister zdrowia: Zlatibor Lončar (SNS)
- minister pracy, zatrudnienia, spraw społecznych i weteranów: Milica Đurđević Stamenkovski (Zavetnici)
- minister rodziny i demografii: Jelena Žarić Kovačević (SNS)
- minister sportu: Zoran Gajić
- minister kultury: Nikola Selaković (SNS)
- minister obszarów wiejskich: Milan Krkobabić (PUPS)
- minister nauki, innowacji i rozwoju technologicznego: Béla Bálint
- minister turystyki i młodzieży: Husein Memić (SDPS)
- minister telekomunikacji i informacji: Boris Bratina
- minister inwestycji publicznych: Darko Glišić (SNS)
- minister bez teki: Novica Tončev (SPS)
- minister bez teki: Đorđe Milićević (SPS)
- minister bez teki: Usame Zukorlić (SPP)
- minister bez teki: Nenad Popović (SNP)
- minister bez teki: Tatjana Macura (SNS)